# Faširano meso
Faširano meso (tkđ. samo faširano) ili mleveno meso je meso fino usitnjeno mašinom za mlevenje mesa ili eventualno nožem za seckanje (npr. kima).
Uobičajen tip faširanog mesa je faširana junetina, ali i druge vrste mesa se pripremaju na sličan način — uključujući svinjetinu, jagnjetinu i sl. U Južnoj Aziji se i ovčetina i kozetina faširaju da bi nastala kima, s tim da je proces faširanja nemašinski.